# Constance Talmadge
Constance Talmadge (ur. 19 kwietnia 1898 w Brooklynie, zm. 23 listopada 1973 w Los Angeles) – amerykańska aktorka filmowa.

## Wybrana filmografia
- 1914: Buddy's First Call jako The Kid Sister
- 1918: Dobranoc, Paul jako Mrs. Richard
- 1922: Polly of the Follies jako Polly Meacham
- 1925: Jej siostra z Paryża jako Helen Weyringer
- 1929: Wenus jako Księżna Beatrice Doriani

## Wyróżnienia
Posiada swoją gwiazdę na Hollywoodzkiej Alei Gwiazd.